# Warrior (utwór muzyczny Niny Sublatti)
Warrior – autorski utwór gruzińskiej piosenkarki Niny Sublatti, nagrany w 2014 i w wydany na początku 2015.
12 marca 2015 premierę miał oficjalny teledysk do piosenki. Wideoklip został zrealizowany przez Studio BigCAKE w reżyserii Davida Gogokhiego, sesja nagraniowa trwała od 28 lutego do 1 marca. Oprócz Sublatti, w teledysku wystąpiły: Nina Pocchiszwili, Mariam Sanogo, Keta Gawaszeli, Lina Ciklauri i Dea Aptsiauri, które były ubrane w kreacje projektu Laszego Dżochadzego. 
Utwór zwyciężył w finale programu Erownuli Szesarcewi konkursi 2015, wcześniej pomyślnie przechodząc etap półfinałowy, a w finale zdobywając łącznie 92 punkty w podsumowaniu głosowania telewidzów i komisji jurorskiej. Reprezentował Gruzję podczas 60. Konkursu Piosenki Eurowizji organizowanego w Wiedniu w 2015. Pod koniec stycznia Sublatti zapowiedziała przearanżowanie zwycięskiej propozycji we współpracy z Thomasem G:sonem. Nowa wersja piosenki miała premierę 12 marca 2015. 19 maja została zaprezentowana podczas pierwszego półfinału Eurowizji 2015 i awansowała do finału, w którym zajęła 11. miejsce.
Piosenkarka napisała utwór w ok. trzy godziny „z myślą o Gruzinkach. (...) Muszą być dobrymi kobietami, dobrymi matkami, dobrymi nauczycielkami. Gruzinka musi umieć panować nad swoimi humorami i wychowywać swoje dzieci na wojowników. Dlatego sama staje się wojownikiem”.